# Jupiter (Atheist)
Jupiter è il quarto studio album pubblicato dalla technical death metal band Atheist. Uscito nel 2010 dalla Season of Mist.
È il primo studio album dopo 17 anni dall'uscita del precedente Elements del 1993.

## Tracce
1. Second to Sun – 4:02
2. Fictitious Glide – 4:51
3. Fraudulent Cloth – 3:21
4. Live and Live Again – 3:37
5. Faux King Christ – 3:59
6. Tortoise the Titan – 3:37
7. When the Beast – 4:55
8. Third Person – 4:07

## Formazione
- Kelly Shaefer, cantante, chitarrista
- Randy Burkey, chitarrista
- Frank Emmi, chitarrista
- Tony Choy, bassista
- Josh Greenbaum, batterista
- David Smadbeck, pianoforte (guest)